# 장호초등학교
장호초등학교는 대한민국 강원특별자치도 삼척시에 있는 초등학교다.

## 학교 연혁
- 1939.09.11 장호공립심상소학교 개교(설립인가 8월 1일)
- 1944.03.25 제1회 졸업식
- 1956.03.21 장호국민학교로 개칭
- 1996.03.01 장호초등학교로 개칭
- 2007.02.13 제64회 졸업식(총 2,690명)
- 2007.03.01 4학급 편성
- 2008.02.15 제65회 졸업식(총 2,703명)
- 2008.02.28 도서관 확충공사(교육청지원 35,000천원, 자체예산 4,000천원)
- 2008.03.01 4학급 편성
- 2008.09.01 제29대 문병주 교장 취임
- 2010.03.01 4학급 편성
- 2010.03.01 제30대 조광형 교장 취임
- 2011.06.18 교육장배 학교스포츠클럽대회 음악줄넘기부문 우승
- 2011.07.13 장호초부대시설공사 착공(조례대, 스탠드, 포장, 배수로)
- 2012.07.23 장호초부대시설공사 착공(음수대,조례대차양막,화장실개보수)
- 2013.02.08 제70회 졸업식(총2,733명)
- 2013.03.01 6학급 편성
- 2013.06.14 건물내외부 도색공사 완공
- 2013.06.17 관사 및 보건실 보수공사 완공
- 2014.02.14 제71회 졸업식(총 2739명)
- 2014.02.17 다목적실 리모델링
- 2014.03.01 6학급 편성
- 2014.03.01 제31대 한택규 교장 취임
- 2015.03.01 제32대 김진창 교장 취임